# Diaphragmistis macroglena
Diaphragmistis macroglena är en fjärilsart som beskrevs av Edward Meyrick 1914. Diaphragmistis macroglena ingår i släktet Diaphragmistis och familjen spinnmalar. Inga underarter finns listade i Catalogue of Life.